# アジア冬季競技大会カーリング競技
アジア冬季競技大会カーリング競技（アジアとうききょうぎたいかいカーリングきょうぎ）は、2003年の第5回大会より行われている。2011年の第7回大会は実施されていない。

## メダル獲得者

### 男子
| 開催年 | 開催地     | 金         | 銀   | 銅   |
| ------ | ---------- | ---------- | ---- | ---- |
| 2003   | 青森市     | 韓国       | 日本 | 中国 |
| 2007   | 長春市     | 韓国       | 日本 | 中国 |
| 2017   | 札幌市     | 中国       | 日本 | 韓国 |
| 2025   | ハルビン市 | フィリピン | 韓国 | 中国 |

### 女子
| 開催年 | 開催地     | 金   | 銀   | 銅   |
| ------ | ---------- | ---- | ---- | ---- |
| 2003   | 青森市     | 日本 | 韓国 | 中国 |
| 2007   | 長春市     | 韓国 | 日本 | 中国 |
| 2017   | 札幌市     | 韓国 | 中国 | 日本 |
| 2025   | ハルビン市 | 韓国 | 中国 | 日本 |

### 混合ダブルス
| 開催年 | 開催地     | 金   | 銀   | 銅   |
| ------ | ---------- | ---- | ---- | ---- |
| 2025   | ハルビン市 | 日本 | 韓国 | 中国 |